# Bernhard Emanuel von Rodt
Bernhard Emanuel von Rodt (* 8. November 1776 in Bern; † 16. August 1848 Bern) war ein Schweizer Offizier, Politiker und Historiker. Er ist vor allem durch seine Geschichte des bernischen Kriegswesens und sein Werk über die Burgunderkriege bekannt geworden.

## Biografie
Von Rodt entstammte der  Berner Patrizierfamilie Rodt. Er war der Sohn von Anton Emanuel von Rodt und dessen Ehefrau Katharina von Sinner. 1793 zog er nach Nyon, nachdem sein Vater dort das Amt des Landvogts angetreten hatte. Im dortigen Elternhaus kam er in Kontakt mit zahlreichen Persönlichkeiten, darunter den französischen Finanzminister Jacques Necker sowie die Schriftsteller Germaine de Staël und Benjamin Constant. 1796 meldete er sich freiwillig zum Dienst, um Basel vor möglichen französischen Angriffen zu schützen. Im Januar 1798 erhielt er das Kommando über die bernischen Truppen im Waadtland, musste aber nach nur vier Tagen nach Bern fliehen. Sein Regiment war am 5. März 1798 an der Schlacht am Grauholz beteiligt, die mit der Kapitulation Berns endete.
Da von Rodt mit der neuen, von Frankreich abhängigen Helvetischen Republik nichts zu tun haben wollte, stellte er sich in den Dienst Preussens und war ab September 1798 Fähnrich in Breslau. Während des Zweiten Koalitionskriegs schloss er sich der österreichischen Armee an und war längere Zeit in Böhmen stationiert, 1801 kam sein aus Schweizern bestehende Regiment unter britisches Kommando und war daraufhin an der erfolglosen Belagerung von Elba beteiligt. 1802 kehrte er nach Bern zurück und arbeitete als Sekretär des bernischen Kriegsrates, zwei Jahre später heiratete er Elisabeth von Graffenried, eine Tochter des Emanuel von Graffenried.
1814 wurde von Rodt in den Grossen Rat gewählt. Beim Wiener Kongress erhielt Bern 1815 als Entschädigung für die verlorenen Untertanengebiete den grössten Teil des aufgelösten Fürstbistums Basel zugesprochen. Von Rodt wurde daraufhin zum Oberamtmann des neu geschaffenen Amtsbezirks Moutier ernannt. Dieses Amt übte er sieben Jahre lang aus. Während dieser Zeit musste er das Gerichtswesen und die Gemeindeverwaltungen von Grund auf neu organisieren. Ab 1822 war er Mitglied des Obergerichts, ab 1824 gehörte er dem Appellationsgericht an. 1831 zog er sich aus allen öffentlichen Ämtern zurück.
In seiner Freizeit widmete sich von Rodt der Geschichtsforschung. 1811 war er Mitbegründer der Allgemeinen Geschichtsforschenden Gesellschaft der Schweiz, die er von 1842 bis zu seinem Tod präsidierte. Als Sekretär des Kriegsrates hatte er sich mit dem Archivwesen vertraut gemacht. Basierend auf den dort vorhandenen Quellen veröffentlichte er in den Jahren 1831 bis 1834 die Geschichte des Bernischen Kriegswesens in drei Bänden. 1837 gab er die Geschichte des Twingherrenstreits von 1470 heraus. 1843/44 folgte ein zweibändiges Werk über die Burgunderkriege, mit besonderem Augenmerk auf die Beteiligung der Eidgenossen. Hinzu kamen zahlreiche Artikel im Schweizerischen Geschichtsforscher, der von der Gesellschaft publizierten Zeitschrift.

## Werke
- Die Feldzüge Karls des Kühnen, Herzogs von Burgund und seiner Erben : mit besonderem Bezug auf die Theilnahme der Schweizer an denselben, 2 Bänder 1843/44, Digitalisat